# Тымкив, Степан Онуфриевич
Степан Онуфриевич Тымкив (укр. Степан Онупрійович Тимків; род. 1925 год, село Селевинцы) — оператор по добыче газа Стрыйского газопромыслового управления Министерства газовой промышленности СССР, Львовская область, Украинская ССР. Герой Социалистического Труда (1966).
Родился в 1925 году в крестьянской семье в селе Селивинцы. Участвовал в Великой Отечественной войне. 
С конца 1940-х годов — слесарь, оператор по добыче газа Стрыйского газопромыслового управления. В 1958 году вступил в КПСС. Занимался общественной деятельностью, возглавлял профсоюзный комитет рабочих газовой промышленности и партийный комитет Стрыйского газопромыслового управления.
Досрочно выполнил личные социалистические обязательства и производственные задания Семилетки (1959—1966). Указом Президиума Верховного Совета СССР от 1 июля 1966 года «за выдающиеся заслуги в развитии газовой промышленности и достижение высоких технико-экономических показателей при выполнении заданий семилетнего плана» удостоен звания Героя Социалистического Труда с вручением ордена Ленина и золотой медали «Серп и Молот».
Награды
- Герой Социалистического Труда
- Орден Ленина
- Орден Отечественной войны 2 степени (06.04.1985)